# 石背国造
石背国造（いわせのくにのみやつこ）は令制国での陸奥国石背郡（いわせのこおり）、現在の福島県須賀川市岩瀬地区辺りにあったとされる石背国を支配した国造。

## 概要

### 祖先
- 『先代旧事本紀』「国造本紀」によれば、成務朝に建許侶命の子である建彌依米命（たけみよりめのみこと）を国造に定めたことに始まるとされる。

### 氏族
吉弥侯部氏（きみこべうじ、無姓か）。『日本三代実録』には貞観5年（863年）に吉弥侯部豊野が陸奥磐瀬朝臣を賜姓されたと見える。

## 氏神など
- 神炊館神社（おたきやじんじゃ） - 建弥依米命が自ら祭った祠が起源と伝わる。祖の建許呂命と建弥依米命とを祀る。社名は建弥依米命が新穀を炊いて神前に供えたことに由来する。東北自動車道須賀川インターチェンジ北の須賀川市新町に鎮座。東北本線東側の須賀川市諏訪町45-1に鎮座する同名の社は諏訪町へ遷宮した後の新社で、二階堂為氏が信濃国諏訪大社から勧請した建御名方命なども祀る。
- 石背国造神社（いわせくにつこじんじゃ） - 建弥依米命を祀り、国造の子孫が祭祀の職を世襲したと伝わる[1]。福島県須賀川市長沼豊町37に鎮座。
- 白方神社 - 建弥依米命が河内国枚岡神社を勧請したと伝わる。福島県須賀川市今泉字町内245番に鎮座。石背国造の子孫である吉田家が社家をつとめ「石背国造系図」を伝える。